# Albalate de Zorita (kommunhuvudort)
Albalate de Zorita är en kommunhuvudort i Spanien.   Den ligger i provinsen Provincia de Guadalajara och regionen Kastilien-La Mancha, i den centrala delen av landet, 70 km öster om huvudstaden Madrid. Albalate de Zorita ligger 771 meter över havet och antalet invånare är 780.
Terrängen runt Albalate de Zorita är huvudsakligen kuperad, men västerut är den platt. Runt Albalate de Zorita är det mycket glesbefolkat, med 2 invånare per kvadratkilometer. Närmaste större samhälle är Pastrana, 14,0 km nordväst om Albalate de Zorita. Trakten runt Albalate de Zorita består till största delen av jordbruksmark.